# THE DVD
『THE DVD』（ザ・ディーブイディー）は、エリック・サーデの1枚目の映像作品。

## 概要
2012年4月28日にストックホルムのAnnexetで行われたライブの映像と、過去のミュージックビデオを収録している。

## 収録曲
1. ロケット・サイエンス
2. フィンガープリンツ
3. スリープレス
4. イッツ・ゴナ・レイン
5. ハーツ・イン・ジ・エアー
6. イマジン
7. ブレイク・オブ・ドーン
8. マスカレード
9. クラッシュト・オン・ザ・ダンス・フロア
10. マンボーイ
11. ラブ・イズ・コーリング
12. スカイ・フォールズ・ダウン
13. フィール・アライブ
14. キルド・バイ・ア・コップ
15. バックシート
16. ハーツ・イン・ジ・エアー
17. ウィズアウト・ユー・アイム・ナッシング
18. ポピュラー
19. ホッター・ザン・ファイア
20. スリープレス（ミュージックビデオ）
21. マンボーイ（アコースティック）（ミュージックビデオ）
22. マスカレード（ミュージックビデオ）
23. ブレイク・オブ・ドーン（ミュージックビデオ）
24. イッツ・ゴナ・レイン（ミュージックビデオ）
25. ポピュラー（ミュージックビデオ）
26. ハーツ・イン・ジ・エアー（ミュージックビデオ）
27. ホッター・ザン・ファイア（ミュージックビデオ）
28. マーチング (イン・ザ・ネーム・オブ・ラブ)（ミュージックビデオ）
29. Kodjo Akolor interviewing Eric
30. Eric answers fan questions
31. Eric behind the scenes